# COVID-19 у Кіровоградській області
COVID-19 у Кіровоградській області — поширення вірусу областю.

## Перебіг подій
29 березня в області було підтверджено 4 перших випадки. Троє хворих перебувають у Кропивницькому та один — у Долинському районі. Загалом цього дня на коронавірус перевірено 81 особу.
Станом на вечір 8 квітня в області було 53 інфікованих та зареєстровано 1 летальний випадок. За добу серед хворих опинився 21 медпрацівник, 18 з яких працюють в обласному госпіталі, а троє — в обласній лікарні.
10 квітня зафіксовано шостий летальний випадок, помер 71-літній житель Кропивницького. Цього дня в області підтверджено 106 випадків.
На 13 квітня в області зафіксовано 20 випадків за добу, загалом 142 особи, третина всіх хворих складають медпрацівники.
14 квітня виявлено ще двох хворих, загалом — 144, загалом з усіх інфікованих п'ятеро — діти.
На 21 квітня в області зафіксовано 246 хворих та 17 випадків одужання.
4 червня в Кропивницькому від коронавірусної хвороби помер 37-річний засуджений.